# مايكل جون سميث (جاسوس)
مايكل جون سميث (بالإنجليزية: Michael John Smith) هو جاسوس بريطاني، ولد في 22 سبتمبر 1948.